# Sammlung Völkerglaube
Die Sammlung Völkerglaube ist eine deutschsprachige religionsgeschichtliche Buchreihe, die in der Zeit des Nationalsozialismus begonnen wurde und auch darüber hinaus erschien. Führende Fachvertreter ihrer Zeit haben an ihr mitgewirkt. Die Reihe erschien von 1940 bis 1952. Sie erschien im W. Spemann Verlag in Stuttgart. Die folgende Übersicht erhebt keinen Anspruch auf Aktualität oder Vollständigkeit.

## Bände
- Die Glaubensstufen des Judentums. Friedrich Thieberger. 1952
- Volksglaube im Pharaonenreich. Günther Roeder. 1952[2]
- Die Ostkirche. Albert Lade. 1950
- Antiker Volksglaube. Eduard Stemplinger. 1948
- Götter der Südsee. Die Religion der Polynesier. Hans Nevermann.  1947
- Deutscher Volksglaube des Spätmittelalters. Will-Erich Peuckert.  1942
- Glaube und Welt des Islam. Ernst Diez. 1941 (und später)
- Buddhistische Mysterien. Helmuth von Glasenapp. 1940 (und später)
- Hellenische Mysterien und Orakel. Thassilo von Scheffer. 1940